# Đại học Sư phạm Bắc Kinh
Đại học Sư phạm Bắc Kinh (BNU) là một trường đại học công lập ở Bắc Kinh, Trung Quốc. Đây là một trường đại học trực thuộc quản lý của Bộ Giáo dục Cộng hòa Nhân dân Trung Hoa.

## Lịch sử
Trường Đại học Sư phạm Bắc Kinh là một trong những trường đại học tổng hợp trọng điểm của chính phủ. Thành lập năm 1902.

## Các ngành đào tạo
Trường có 25 trường cao đẳng và rất nhiều các chuyên ngành học, bao gồm tất cả các ngành khoa học, Kỹ thuật, Nông nghiệp, Dược, Văn học, Lịch sử, Triết học, Luật, Kinh tế, Quản lý giáo dục, 85 chuyên ngành đaị học, 189 các chuyên ngành đào taọ Thạc sĩ, 99 chuyên ngành đào tạo Tiến sĩ, 11 chương trình nghiên cứu sau Tiến sĩ, các phòng thí nghiệm, thực hành thí nghiệm, các trung tâm nghiên cứu kỹ thuật công nghệ,...
Trường có hơn 3.049 giáo viên, trong đó hơn 287 các giáo sư và liên kết với hiệp hội các giáo sư, họ là thành viên trong Viện nghiên cứu Khoa học Trung Quốc, Viện Kỹ thuật Trung Quốc, và Viện nghiên cứu Âu Á. Trường có khoảng 8.800 học sinh theo học các chương trình cao đẳng và đại học. Trường có hơn 22.000 sinh viên đang theo học các khoá học đại học, trong đó có 11.000 sinh viên tốt nghiệp và hơn 1.800 sinh viên quốc tế và hơn 5.000 sinh viên đã tốt nghiệp và tiếp tục theo học các khoá học Thạc sĩ và Tiến sĩ.
Nhà trường cũng mở một trung tâm học tiếng Trung và có các kỳ thi lấy chứng chỉ HSK dành cho sinh viên quốc tế học tập tại đây. Trường có đội ngũ giáo viên giàu kinh nghiệm, chất lượng dạy rất cao và có tính khoa học, 26 giáo viên dạy Tiếng Trung dành cho người nước ngoài trong đó có 18 giáo sư và liên kết với hiệp hội các giáo sư, Hội Ngôn ngữ tiếng Trung Quốc tế dành cho người nước ngoài, và 19 thành viên của Hội ngôn ngữ tiếng Trung Trung Quốc dành cho người nước ngoài.

## Các cựu sinh viên nổi tiếng
- Huỳnh Hiện Phan, Sử gia
- Lưu Hiểu Ba, Nhà hoạt động nhân quyền
- Mạc Ngôn, Nhà văn
- Tào Thùy, nhà thơ, nhà văn, nhà biên kịch
- Chu Tán Cẩm, Diễn viên, diễn viên múa